# بخش خوان فلیپه ایبارا
بخش خوان فلیپه ایبارا (به اسپانیایی: Departamento Juan Felipe Ibarra) یک منطقهٔ مسکونی در آرژانتین است که در استان سانتیاگو دل استرو واقع شده‌است. بخش خوان فلیپه ایبارا ۹٬۱۳۹ کیلومتر مربع مساحت و ۱۸٬۰۵۱ نفر جمعیت دارد.